# Мер Тайбея
Мер Тайбея є головою уряду міста Тайбей і обирається на чотирирічний термін. До обрання Цай Інвень ця посада розглядалася як сходинка до президентського крісла: президенти Лі Денхуей, Чень Шуйбянь і Ма Їнцзю обіймали цю посаду до обрання президентом.
З 1967 року Тайбей отримав статус спеціального муніципалітету. Мер був посадою, яку призначав центральний уряд з 1967 по 1994 рік, а перші публічні вибори мера Тайбея відбулися в 1994 році.
Чинний мер — Чанг Вань-ан.

## Список мерів

### Ера особливого муніципалітету (призначені мери)
| № | Зображення | Ім'я (Народження — Смерть)                                                        | Термін повноважень                     | Термін повноважень                      | Політична партія |
| - | ---------- | --------------------------------------------------------------------------------- | -------------------------------------- | --------------------------------------- | ---------------- |
| 1 |            | Генрі Као Као Юй-шу 高玉樹 Gaō Yǜshù (мандарин) Kô Ngiu̍k-su (Хакка) (1913—2005)   | 1 липня 1967 року                      | 10 червня 1972 року                     | Незалежний       |
| 2 |            | Чан Фен-сю 張豐緒 Zhāng Fēngxù (мандарин) Чонг Фунг-сі (Хакка) (1928—2014)        | 10 червня 1972 року                    | 11 червня 1976 року                     | Гоміндан         |
| 3 |            | Лін Ян-кан 林洋港 Lín Yánggǎng (мандарин) Lìm Yòng-kong (Хакка) (1927—2013)       | 11 червня 1976 року                    | 9 червня 1978 року                      | Гоміндан         |
| 4 |            | Лі Денхуей 李登輝 Lǐ Dēnghuī (мандарин) Lí Tên-fî (Хакка) (1923—2020)             | 9 червня 1978 року                     | 5 грудня 1981 року                      | Гоміндан         |
| 5 |            | Шао Ень Синь 邵恩新 Shaò Ēnxīn (мандарин) Seu Ên-sîn (Хакка) (1924—2014)          | 5 грудня 1981 року                     | 19 квітня 1982 року                     | Гоміндан         |
| 6 |            | Ян Чін-цун 楊金欉 Yáng Jīncóng (мандарин) Yòng Kîm-chhung (Хакка) (1923—1990)     | 19 квітня 1982 року                    | 30 травня 1985 року                     | Гоміндан         |
| 7 |            | Хсу Шуй-тех 許水德 Xǚ Shuǐdé (мандарин) Hí Súi-tet (Хакка) (1931—2021)            | 30 травня 1985 року                    | 25 липня 1988 року                      | Гоміндан         |
| 8 |            | Ву По-сюн 吳伯雄 Wú Bóxióng (мандарин) Ǹg Pak-hiùng (Хакка) (1939-)               | 25 липня 1988 року                     | 2 червня 1990 року                      | Гоміндан         |
| 9 |            | Хуан Та Чоу Томас Хуан 黃大洲 Huáng Dàzhōu (мандарин) Вонг тай-чу (Хакка) (1936-) | 2 червня 1990 року 15 жовтня 1990 року | 14 жовтня 1990 року 25 грудня 1994 року | Гоміндан         |

### Ера особливого муніципалітету (мери, обрані прямим голосуванням)
| №  | Зображення | Ім'я (Народження — Смерть)                                                  | Термін повноважень                   | Термін повноважень                | термін | Політична партія                     |
| -- | ---------- | --------------------------------------------------------------------------- | ------------------------------------ | --------------------------------- | ------ | ------------------------------------ |
| 10 |            | Чень Шуйбянь 陳水扁 Chén Shuǐbiǎn (мандарин) Chhṳ̀n Súi-pién (Хакка) (1950–) | 25 грудня 1994 року                  | 25 грудня 1998 року               | 1      | Демократична прогресивна партія      |
| 11 |            | Ма Їнцзю 馬英九 Mǎ Yīngjiǔ (мандарин) Mâ Yîn-kiú (Хакка) (1950–)            | 25 грудня 1998 року 25 грудня 2002 р | 25 грудня 2002 р 25 грудня 2006 р | 2 3    | Гоміндан                             |
| 12 |            | Хау Лунг-пін 郝龍斌 Hǎo Lóngbīn (мандарин) Khok Liùng-pîn (Хакка) (1952–)   | 25 грудня 2006 р 25 грудня 2010 р    | 25 грудня 2010 р 25 грудня 2014 р | 4 5    | Гоміндан                             |
| 13 |            | Ке Веньчже 柯文哲 Kē Wénzhé (мандарин) Khóa Vùn-chet (Хакка) (1959–)        | 25 грудня 2014 р 25 грудня 2018 р    | 25 грудня 2018 р 25 грудня 2022 р | 6 7    | Незалежний Тайванська народна партія |
| 14 |            | Чанг Вань-ан 蔣萬安 Jiǎng Wàn'ān (мандарин) (1978–)                         | 25 грудня 2022 р                     | Діючий                            | 8      | Гоміндан                             |